# Otus feae
Otus feae (сплюшка анобонська) — вид совоподібних птахів родини совових (Strigidae). Ендемік Екваторіальної Гвінеї. Раніше вважався підвидом африканської сплюшки, однак був визнаний окремим видом.

## Поширення і екологія
Анобонські сплюшки є ендеміками острова Аннобон в Гвінейській затоці. Вони живуть у вологих тропічних лісах, на відміну від африканських сплюшок, які віддають перевагу саванам. Живляться комахами, іншими безхребетними і дрібними хребетними.

## Збереження
МСОП класифікує цей вид як такий, що перебуває на межі зникнення. За оцінками дослідників, популяція анобонських сплюшок становить від 50 до 250 дорослих птахів. Їм загрожує знищення природного середовища.